# Illfurth
Illfurth je občina v departmaju Haut-Rhin francoske regije Alzacija.
Leta 1990 je v občini živelo 1 828 oseb oz. 200 oseb/km².